# Pre-Code Hollywood

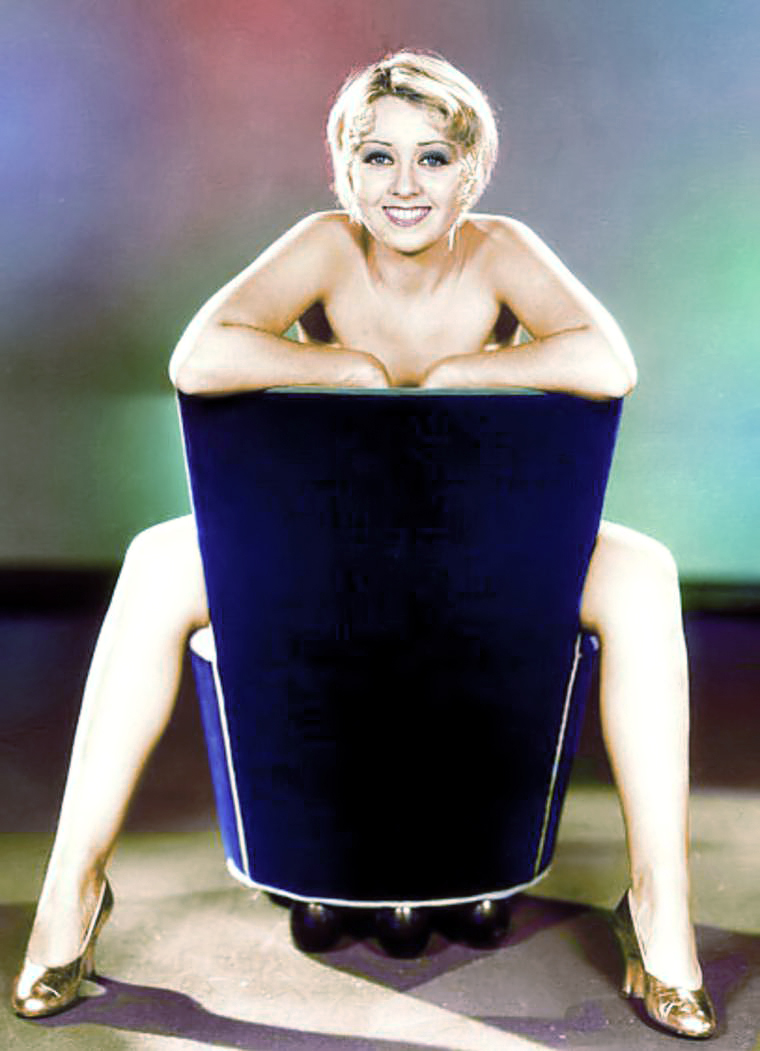
Joan Blondell op een provocerende publiciteitsfoto uit 1932, tijdens het pre-Code-tijdperk. Deze foto werd verboden nadat de Hays Code werd ingevoerd.

Pre-Code verwijst naar een periode in de filmgeschiedenis van Hollywood tussen de opkomst van de geluidsfilm eind jaren twintig en de introductie van de Hays Code in 1934. De periode van pre-Code-films wordt vooral gekenmerkt door een realistische behandeling van onderwerpen zoals seksualiteit en criminaliteit, wat decennia lang niet meer gebeurde na de invoering van de Hays Code.

## Geschiedenis

### Oorsprong van de pre-Code-films
De roaring twenties brachten een nieuwe houding ten opzichte van seksualiteit en andere kwesties, die ook zijn weg vond naar Hollywood ten tijde van de eerste geluidsfilms. De films werden daardoor steeds onthullender. Tijdens de Grote Depressie vroeg het publiek om zowel vermakelijk als realistisch materiaal. Er zijn verschillende meningen onder filmhistorici over het exacte begin van het pre-Code-tijdperk in Hollywood, met bronnen die variëren tussen 1927 en 1930.

### Kenmerken van pre-Code-films
Sterke vrouwelijke personages waren alomtegenwoording in het pre-Code-tijdperk, waardoor actrices uit die tijd de opbrengst aan de kassa domineerden. De films draaiden vaak om de rol van de moderne vrouw en behandelden onderwerpen als affaires, huwelijk, kinderen en seks. Goede voorbeelden van dergelijke films zijn Red-Headed Woman (1932) en Baby Face (1933). De personages in de films weerspiegelden vaak de angsten en hoop van Amerikanen die hard getroffen werden door de Grote Depressie. Andere melodrama's gingen over onderwerpen als homoseksualiteit, verkrachting, drugsverslaving en prostitutie. De pre-Code-films riepen vaak vragen op over moraliteit en de juiste manier van leven, hoewel de pre-Code door critici als immoreel werd beschouwd.
De mannelijke sterren werden vooral gebruikt in misdaadfilms, die voor die tijd zeer gewelddadige scènes bevatten. Vooral de gangsterfilm beleefde zijn eerste bloeiperiode met kassuccessen als The Public Enemy (1931) en Scarface (1932). Vaak werden de gangsters minder als schurken en meer als tragische helden afgeschilderd. Hun biografieën vertoonden overeenkomsten met echte gangsters zoals Al Capone en John Dillinger. Naast de gangsterfilms waren er ook andere films die over maatschappelijke problemen gingen. De film Employees’ Entrance (1933) toont een harde kapitalist die zijn bedrijf met ijzeren hand door de wereldwijde economische crisis loodst. Night Nurse (1931) gaat over een alcoholistische moeder die haar kinderen ernstig verwaarloost.
In komedies gebruikten actrices als Mae West veel seksuele toespelingen in hun films. Ook musical- en dansfilms met uitgebreide choreografieën waren populair, waarbij de talrijke jonge dansers en zangers meestal slechts schaars gekleed waren. Horrorfilms als Dracula en Frankenstein, beide uit 1931, waren erop gericht om het publiek te choqueren en deden het vaak ook goed aan de kassa. Sommige succesvolle genres, waaronder de horrorfilm, verloren aan populariteit na het einde van de pre-Code.

### Einde van de pre-Code-films
Tegenstanders van pre-Code-films publiceerden al in 1930 de formele versie van een lijst met richtlijnen, bekend als de Production Code of Hays Code, vernoemd naar de geestelijk vader van de lijst, Will H. Hays. De Code verbiedt openlijke uitbeeldingen van moeilijke onderwerpen zoals seksualiteit of criminaliteit. Aanvankelijk was de invoering van de Production Code echter slechts op vrijwillige basis zodat vrijwel geen enkele filmstudio zich eraan hield, vooral omdat pre-Code-films meestal garant stonden voor een grote opbrengst aan de kassa. De release van The Story of Temple Drake, een verfilming van de roman "Sanctuary" van William Faulkner over een verkrachting in de zuidelijke staten, leidde tot verontwaardiging bij onder andere kerkvertegenwoordigers en politici. Ze riepen op tot effectievere censuur.
Op 13 juni 1934 werd de Production Code Administration opgericht. Vanaf dan moesten alle nieuwe films door deze instantie beoordeeld worden. Als de film aan de eisen van de Hays Code voldeed, kon hij worden uitgebracht. Overtredingen werden bestraft met een boete van 25.000 dollar en wat nog erger was, de film werd gebannen in de meeste Amerikaanse bioscopen. De Hays Code bleef van kracht tot in de jaren zestig en verbood decennialang de behandeling van moeilijke of obscene onderwerpen, die in films vóór de Code wel waren toegestaan. In de Hays Code-films kwam seksualiteit alleen voor in symbolen en cijfers, in de meeste films moesten echtparen in aparte bedden slapen en mochten kusscènes niet te intiem zijn. Ook werden al te brute filmscènes vermeden.
Dit betekende het einde van de pre-Code en de meeste films uit dit tijdperk die voortaan als wellustig werden beschouwd, hadden het in de decennia daarna moeilijk. Populaire pre-Code-acteurs zoals Warren William en Ruth Chatterton geraakten in de vergetelheid, terwijl andere acteurs zoals Clark Gable, James Cagney en Barbara Stanwyck, die hun doorbraak beleefden tijdens de pre-Code-periode, succesvolle acteurs bleven. Pas de laatste decennia hebben filmliefhebbers de pre-Code-films herontdekt.

## Pre-Code-films (selectie)
- 1930: The Divorcee
- 1931: Safe in Hell
- 1931: Bad Girl
- 1931: The Public Enemy
- 1931: Night Nurse
- 1931: A Free Soul
- 1932: Red Dust
- 1932: Trouble in Paradise
- 1932: Tarzan the Ape Man
- 1932: Blonde Venus
- 1932: Freaks
- 1932: The Sign of the Cross
- 1932: Red-Headed Woman
- 1932: Call Her Savage
- 1932: Scarface
- 1932: I Am a Fugitive from a Chain Gang
- 1933: Employees’ Entrance
- 1933: She Done Him Wrong
- 1933: Footlight Parade
- 1933: Diplomaniacs
- 1933: The Bitter Tea of General Yen
- 1933: The Story of Temple Drake
- 1933: King Kong
- 1933: I'm No Angel
- 1933: Frisco Jenny
- 1933: Gabriel Over the White House
- 1933: Baby Face
- 1933: Gold Diggers of 1933
- 1933: Wild Boys of the Road
- 1934: The Black Cat